# Amand Oppitz

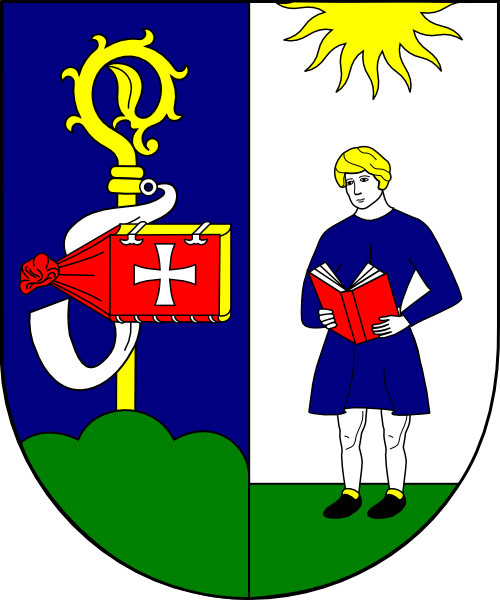
Wappen des Abtes Amand Oppitz

Amand Oppitz OSB (* 6. Februar 1869 in Eferding, Oberösterreich; † 1. November 1947 in Wien) war ein österreichischer Benediktiner. Er war von 1913 bis 1930 Abt des Wiener Schottenstifts.

## Leben
Oppitz trat am 14. September 1887 in das Noviziat des Schottenstifts ein und legte am 27. September 1891 die feierliche Profess ab. Am 24. Juli 1892 wurde er zum Priester geweiht. Er wirkte von 1894 bis 1898 als Hilfsgeistlicher in Pulkau und kehrte dann als Kurat und Katechet in das Stift zurück.
Am 8. Oktober 1913 wurde Amand Oppitz zum Abt des Wiener Schottenstifts gewählt und stand dem Kloster bis 1930 vor. Von 1921 bis 1938 war er Abtpräses der Österreichischen Benediktinerkongregation. Im Zuge der Visitation der österreichischen Benediktinerklöster durch den Hl. Stuhl erhielt Oppitz 1930 in Hermann Peichl einen Abtkoadjutor, was medial große Beachtung fand. Er zog sich in der Folge  aus dem Kloster zurück und erklärte 1938 auch formell seinen Rücktritt.
Seinen Lebensabend verbrachte er im Schottenstift, wo er am 1. November 1947 verstarb.

## Auszeichnungen
- Komtur des Franz-Josephs-Ordens
- Kaiserlicher Rat
- Fürsterzbischöflicher Konsistorialrat